# Indotipula quadrispicata
Indotipula quadrispicata är en tvåvingeart som först beskrevs av Alexander 1933.  Indotipula quadrispicata ingår i släktet Indotipula och familjen storharkrankar. Inga underarter finns listade i Catalogue of Life.